# Sangue di zingara (film 1956)
Sangue di zingara è un film del 1956, diretto da Maria Basaglia, interpretato da Maurizio Arena, Maria Piazzai e Eloisa Cianni.

## Trama
Una bella zingara rifiuta di concedersi al ras del paese e per questo viene barbaramente uccisa e gettata in una fornace di calce. Il suo compagno decide di vendicarla giustiziando il ras, che precipita dalla parte più alta della fornace.

## Produzione
Il film rientra nel filone dei melodrammi sentimentali comunemente detto strappalacrime, allora molto in voga tra il pubblico italiano, poi ribattezzato dalla critica con il termine neorealismo d'appendice.
Fu girato quasi interamente a San Giorgio la Molara ed in parte a Buonalbergo, piccoli borghi della provincia di Benevento; San Giorgio la Molara era infatti il paese di origine del soggettista del film, Marcello Albani. Durante le riprese fu però fatto saltare, per esigenze sceniche, finanche un antico ponte del castello di Pietramaggiore.

## Accoglienza
Il film incassò 90.500.000 lire dell'epoca, introito inferiore alle aspettative prefissate, che spinse Maria Basaglia e il marito e collaboratore Marcello Albani ad abbandonare il mondo del cinema e ad emigrare nel 1957 in Sudamerica.